# 屋根 (映画)
『屋根』（やね、Il tetto）は、1956年に公開されたイタリアの映画。ネオレアリズモ末期の作品の一つとして知られ、当時広まったローマの住宅危機とスラムでの住宅事情を背景に、新婚夫婦の住居探しを描いている。監督はヴィットリオ・デ・シーカ。主演には、児童用品店の売子だったガブリエラ・パロッタとサッカー選手のジョルジョ・リストッツィという、当時共に素人だった人物が起用された。
第9回カンヌ国際映画祭にて、国際カトリック映画事務局（OCIC）賞を受賞した。

## ストーリー
ルイザは、煉瓦工ナターレと結婚し、夫の家族と同居するも、家族の人数が9人に対し、家には部屋が2つしかなく、トラブルが絶えなかった。そして、ナターレは家族との喧嘩の末に妻を連れて家を出ることにしたが、家賃が高いため、それぞれ住み込みという形で別居しながら家を探していた。ある日、ルイザは掘っ立て小屋の前で住人が警官と言い争っているのを見て、ローマ郊外の市有地に小屋を建てることを思い立つ。警官が朝の見回りに来る前に屋根までできれば、完成した家とみなされるため、彼女たちにとって有利となる。そこで、2人は煉瓦工仲間の協力を得て実行しようとするも、同じことをしようとしていた人から密告を受け、中止する。その後、2人はアニエーネ河の近くに土地を得て家を建てる。彼の家族の協力を得て家を完成させた矢先、警官が来たため、急遽ベッドを入れ隣家の子供の協力を得て家族のふりをさせる。警官は屋根の隙間に目をつぶりながら、罰金の支払いを命じる。
かくして、夫妻はマイホームを手に入れることができた。

## キャスト
※括弧内は日本語吹替（初回放送1965年1月18日『テレビ名画座』）
- ルイザ: ガブリエラ・パロッタ（沢阿由美）
- ナターレ: ジョルジョ・リストッツィ（山田康雄）
- チェーザレ: ガストーネ・レンツェリ（小林修）
- ジョヴァンナ: マリア・ディ・フィオリ（三木弘子）
- ジーナ: マリオ・ディ・ローロ